# Không gian đếm được bậc hai
Trong tô pô, một không gian đếm được bậc hai là một không gian có một cơ sở đếm được, tức là nó thỏa mãn tiên đề dếm được thứ hai.

## Tính chất
- Một không gian đếm được bậc hai là một không gian đếm được bậc nhất, nhưng điều ngược lại là không đúng.
- Một không gian đếm được bậc hai là một không gian khả ly.[2]
- Một không gian metric khả ly thì là dếm được bậc hai.[3]